# Eocrinoïdeus
Els eocrinoïdeus (Eocrinoidea, gr. "crinoïdeus de l'alba") són una classe d'equinoderms coneguts només en forma fòssil. Malgrat el seu nom, no són els avantpassats dels crinoïdeus.

## Característiques

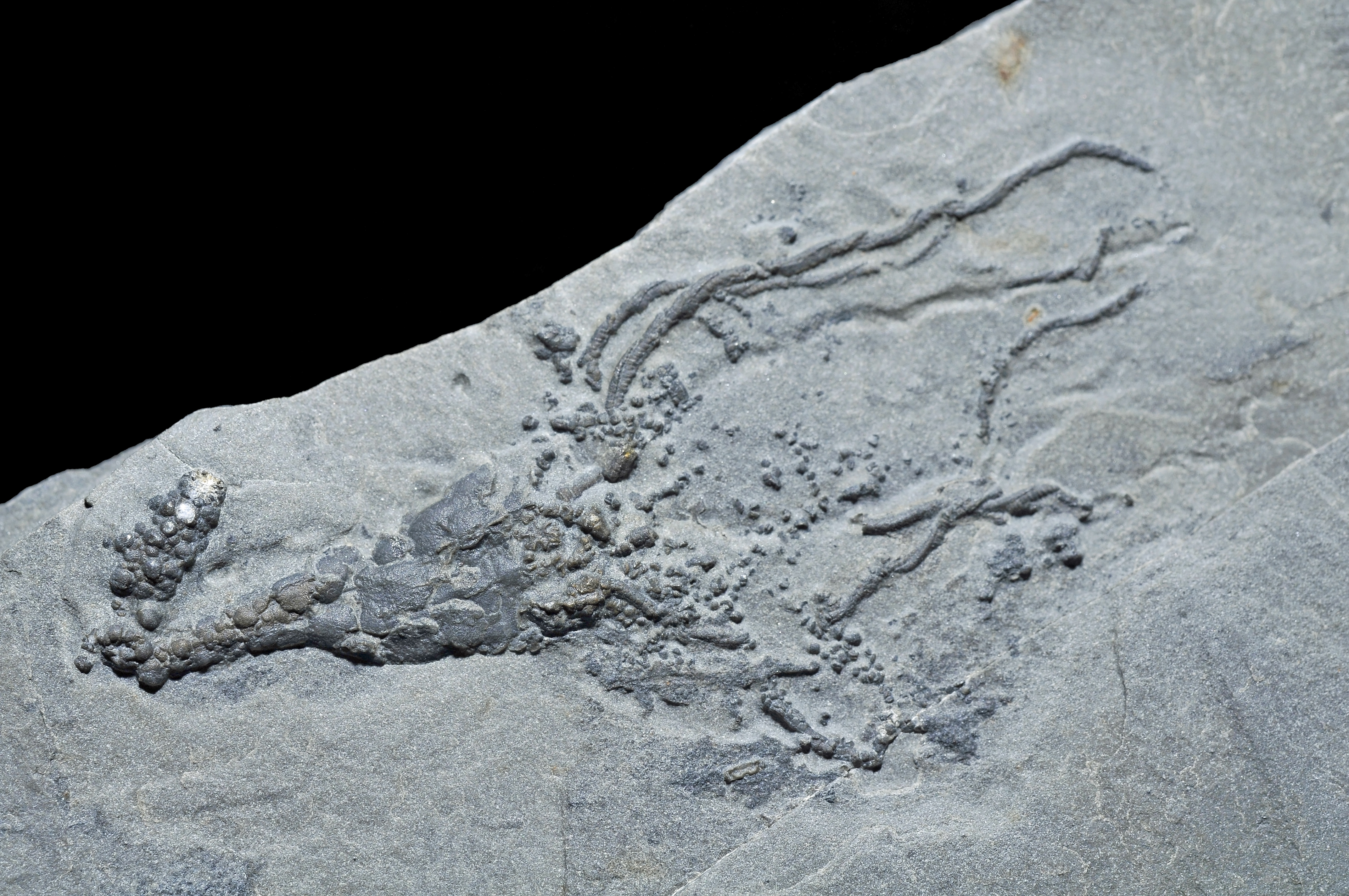
Gogia spiralis

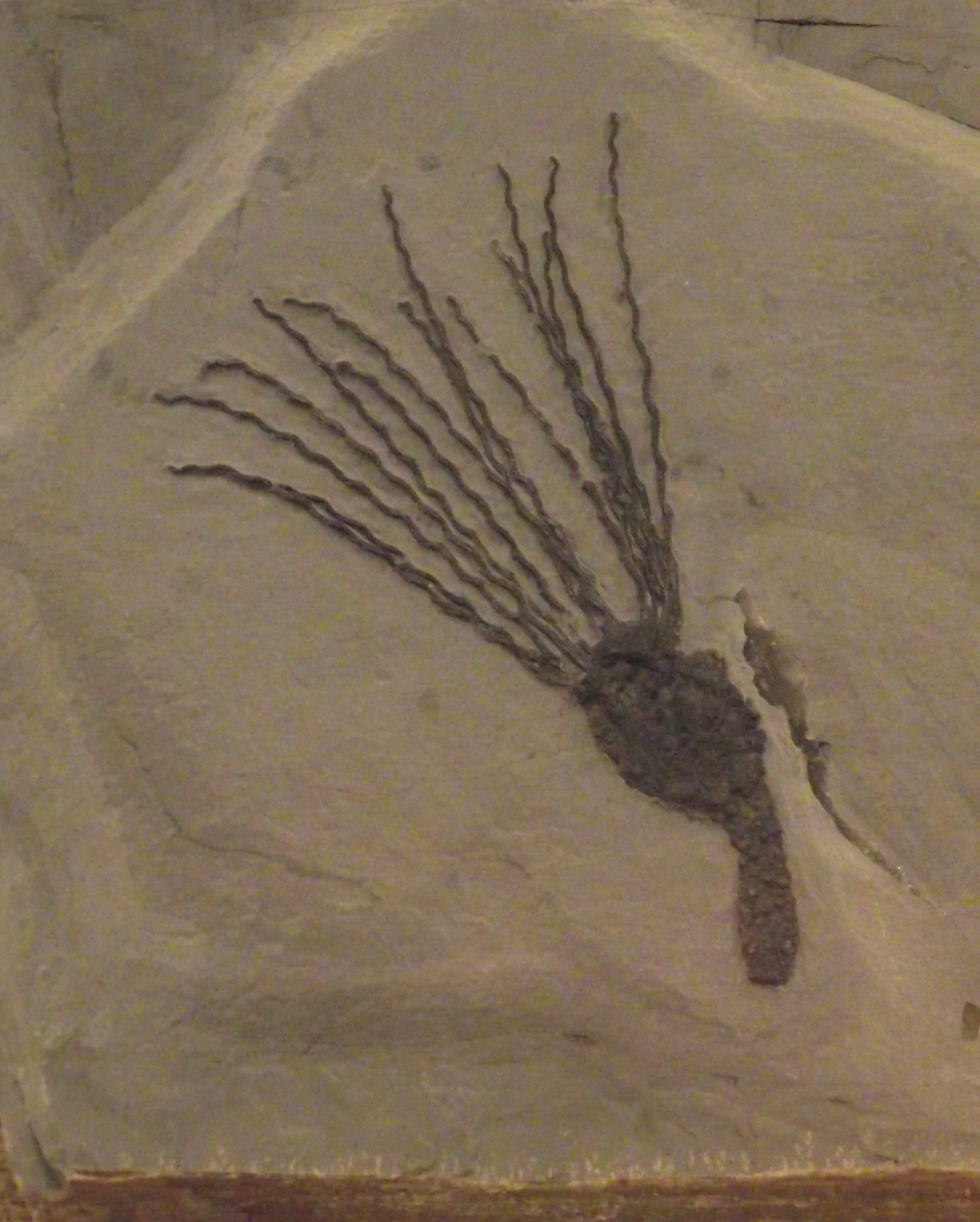
Gogia spiralis (Utah).

Aquests fòssils recorden els crinoïdeus, però més estrets i allargats. Igual que els seus cosins cistoïdeus, blastoïdeus i crinoïdeus, els eocrinoïdeus eren animals marins bentònics, sèssils i suspensívors, alimentant-se per filtració d'aigua.
Com la majoria dels equinoderms, tenien el cos protegits per un conjunt de plaques de calcàries entrellaçades, formant una teca sòlida i allargada, sovint en forma de con arrodonit o bossa, que contenia la boca al centre, envoltada d'òrgans filtradors anomenats braquíoles. Aquesta teca de vegades presentava en un apèndix dorsal allargat (però diferent de la tija dels crinoïdeus perquè no estava feta d'elements), l'altre extrem es fixava al substrat.

## Registre fòssil
Els eocrinoïdeus es troben entre els grups més antics d'equinoderms; van aparèixer al Cambrià Inferior, desapareixent al Silurià (530 - 419 Ma). Aquests són els equinoderms cambrians dominants.
Una de les espècies típiques és Gogia spiralis, que es troba freqüentment en roques calcàries de l'Ordovicià del sud dels Estats Units.

## Taxonomia
Segons BioLib:
- Ordre Ascocystida Haeckel, 1896 †
  - Família incertae sedis †
- Ordre Gogiida Broadhead, 1982 †
  - Família Ampheristocystidae Frest, 2005 †
  - Família Eocrinidae Jaekel, 1918 †
  - Família Lichenoididae Jaekel, 1918 †
  - Família Lyracystidae Sprinkle & Collins, 2006 †
  - Família Palaeocystitidae Ubaghs, 1967 †
  - Família Rhopalocystidae Ubaghs, 1967 †
  - Família Schuchertocystidae Bassler, 1950 †
- Ordre Imbricata Sprinkle, 1973 †
  - Família Felbabkacystidae Nardin, 2017 †
  - Família Lepidocystidae Durham, 1967 †
  - Família Sinoeocrinidae Zhao, Huang & Gong, 1994 †
- Ordre Trachelocrinida Sumrall et al., 1997 †
  - Família Columbocystidae Bassler, 1950 †
  - Família Cryptocrinitidae Bassler, 1938 †
  - Família Heckerocrinidae Doweld, 2012 †
  - Família Trachelocrinidae Sprinkle, 1973 †